# Notaufstieg (Tauchen)
Der Notaufstieg ist ein aus einer Notsituation heraus resultierender, schneller und direkter Aufstieg bis zur Wasseroberfläche. Dabei werden eventuell die empfohlenen Aufstiegsgeschwindigkeiten und Dekompressionsstopps missachtet. Ein Notaufstieg aus großer Tiefe ist immer die letzte Möglichkeit, um das eigene und/oder das Leben des Buddys zu retten. Für Berufstaucher, Forschungstaucher, Sporttaucher oder ganze U-Boote und deren Besatzung gibt es Notaufstiegs-Verfahren. Es kann zwischen fünf verschiedenen Verfahren unterschieden werden, welche in den folgenden Unterabschnitten betrachtet werden.

## Schwimmender Notaufstieg
Aus einer Wassertiefe von weniger als etwa 10 Metern kann ein Taucher durch direktes Emporschwimmen, ohne Blei-Abwurf und ohne das Aufblasen der Tarierweste, relativ sicher an die Wasseroberfläche gelangen. Bei diesem Aufstieg muss der (Geräte-) Taucher über den ganzen Aufstieg bis zur Wasseroberfläche kontinuierlich ausatmen. Die Luft, die sich in der Lunge des Tauchers befindet, dehnt sich bei einem Aufstieg aus 12 Metern gemäß dem Gesetz von Boyle-Mariotte um den Faktor 2,2 aus. Selbst nach vollständigem Ausatmen vor Beginn des Notaufstiegs kann sich die Restluft in der Lunge aufgrund der Abnahme des Umgebungsdrucks so weit ausdehnen, dass es zu einem Lungenriss während der letzten Meter vor der Wasseroberfläche kommen kann. Diese Art des Notaufstiegs wird auch oft CESA (englisch Controlled Emergency Swimming Ascent; deutsch: „kontrollierter, schwimmender Notaufstieg“) genannt. Im Open Water Diver-Kurs der Tauchorganisation PADI wird der CESA aus einer Tiefe von 6 bis 9 Metern geübt und geprüft. Selbst bei Aufstiegen aus geringerer Tiefe als 6 Metern ist darauf zu achten, die Luft in einer in der Tiefe gefüllten Lunge beim Aufstieg nicht anzuhalten. Auch bei fehlerhaften Aufstiegen aus geringerer Tiefe als 6 Meter sind Schäden an der Lunge möglich.

## Kontrollierter Notaufstieg
Durch vorsichtiges Aufblasen der Tarierweste kann ein geübter Taucher eine Aufstiegsgeschwindigkeit von unter 10 m/min einhalten. Der Aufstieg erfolgt ohne Schläge mit den Flossen und um die Aufstiegsgeschwindigkeit konstant zu halten, muss alle 2 bis 3 Meter Luft aus der Tarierweste abgelassen werden. Mit nachlassendem Umgebungsdruck dehnt sich die Luft aus und erzeugt mehr Auftrieb. Auch bei dieser Art des Notaufstiegs ist es wichtig, dass der Taucher während des gesamten Aufstiegs konstant ausatmen kann oder zumindest flach ein- und stark ausatmet. Durch den nachlassenden Umgebungsdruck reicht ein Aufstieg von 60 Zentimeter aus, um einen Lungenriss zu verursachen. Auf 3 Meter Tiefe muss gestoppt werden und, sofern die Notlage dies zulässt, ein Sicherheits- bzw. Dekompressionsstopp von 3 Minuten durchgeführt werden. Danach ist ein langsames und sicheres Auftauchen möglich. Bei Tieftauchgängen wird empfohlen so schnell wie möglich auf 10 bis 15 Meter aufzusteigen, dort zu stoppen und sauber zu tarieren. Der Aufstieg kann dann mit max. 10 m/min bis auf 3 Meter fortgesetzt werden. Der weitere Aufstieg nach einem Dekompressionsstopp von 3 Minuten und langsamem Auftauchen wird als meist sicher angesehen. Dennoch kann dieses Vorgehen zu einer unterschiedlich schweren Dekompressionskrankheit führen. Dies kann einen Aufenthalt in einer Dekompressionskammer erforderlich machen. Im Gegensatz zum unkontrollierten Aufstieg lassen sich aber durch den kontrollierten Notaufstieg oft bleibende Schäden vermeiden. Trotzdem wird eine ärztliche Kontrolle nach jedem kontrollierten Notaufstieg dringend empfohlen, da Symptome auch erst bis zu 48 Stunden später auftreten können.
Ein Taucher, dessen Buddy in Panik gerät, sich verletzt oder wenn die Ausrüstung versagt, kann diesen durch einen kontrollierten Notaufstieg retten. Hierzu umklammert er mit seiner rechten Hand den Träger der Tarierweste des Buddys und bedient mit seiner linken Hand sowohl die eigene als auch die Ausrüstung des Buddys. Der nicht beeinträchtigte Taucher leitet den Notaufstieg. Sollten die Drucklufttauchgeräte beider Buddys normal arbeiten, so gestaltet sich der Notaufstieg relativ einfach. Ist jedoch eines der Geräte defekt, so kann der betroffene Taucher bei seinem Buddy Luft aus dem zweiten Atemregler, dem sogenannten Oktopus, erhalten. Alternativ können die beiden Taucher auch zur Wechselatmung übergehen.
In der fortgeschrittenen Sporttauch-Ausbildung (PADI-Rescue Diver oder CMAS**) wird der kontrollierte Notaufstieg geübt. Dafür steigt man auf 20 bis 30 Meter ab und beginnt sogleich mit einem kontrollierten Notaufstieg. Durch die so gut wie nicht vorhandene Grundzeit ist das Risiko eines Dekompressionsunfalls relativ gering. Diese Übung wird in Taucherkreisen oft auch Rentnerlift genannt, weil der Taucher ohne körperliche Anstrengung sicher zur Wasseroberfläche gelangen sollte.
Solotaucher versuchen einen Notaufstieg in aller Regel zu vermeiden. Sie führen daher meist eine redundante Atemgasversorgung mit. Dies trifft auch auf Taucher zu, die in einer Umgebung sind, aus der ein Notaufstieg nicht möglich ist, wie z. B. Höhlentaucher oder Wracktaucher.

## Unkontrollierter Notaufstieg
Ein unkontrollierter (Not-)Aufstieg, also das 
Auftauchen ohne Kontrolle bzw. erforderliche Reduzierung der Aufstiegsgeschwindigkeit, ist unbedingt zu vermeiden. Ein unkontrollierter Notaufstieg resultiert meist aus einem panikartigen bzw. durch Panik ausgelösten Aufblasen der Tarierweste, oft in Folge eines Mittelohrbarotraumas mit Perforation oder Ruptur des Trommelfells oder aufgrund von Essoufflement (sog. Taucheratemnot). Ebenfalls kann der Verlust oder, bspw. in Ohne-Luft-Situationen (leere Pressluftflasche), der Abwurf des Bleis zu einem unkontrollierten Notaufstieg führen.
Ein unkontrolliert aufsteigender Taucher, der seine Tarierweste in 30 Meter Tiefe vollständig aufgeblasen und den Auftrieb beim Aufstieg nicht verringert hat, durchbricht innerhalb von etwa 15 Sekunden die Wasseroberfläche. Das entspricht etwa der 12-fachen empfohlenen Aufstiegsgeschwindigkeit von unter 10 m/min und der über 6-fachen maximalen Aufstiegsgeschwindigkeit von 18 m/min.
Das Risiko eines Lungenrisses und einer schweren Dekompressionskrankheit ist beim unkontrollierten Aufstieg sehr groß. Diese Risiken bestehen bereits bei einem unkontrollierten Notaufstieg aus geringen Tiefen. Je nach Tauchtiefe und vorangehender Grundzeit besteht akute Lebensgefahr aufgrund von Stickstoffblasenbildung in Organen oder dem Kreislauf. Nach jedem unkontrollierten Notaufstieg ist aus tauchmedizinischer Sicht unbedingt und unverzüglich Erste Hilfe zu leisten und eine notfallmedizinische Untersuchung bzw. Behandlung einzuleiten (siehe Dekompressionskrankheit#Erste Hilfe, lebensrettende Sofortmaßnahmen und Therapie). Auch wenn ein betroffener Taucher nach einem Notaufstieg anfänglich in noch guter Verfassung zu sein scheint, kann sich dies schnell ändern und das Unfallopfer auch erst Stunden später Symptome zeigen und versterben.

## Notaufstieg mit einem Tauchretter

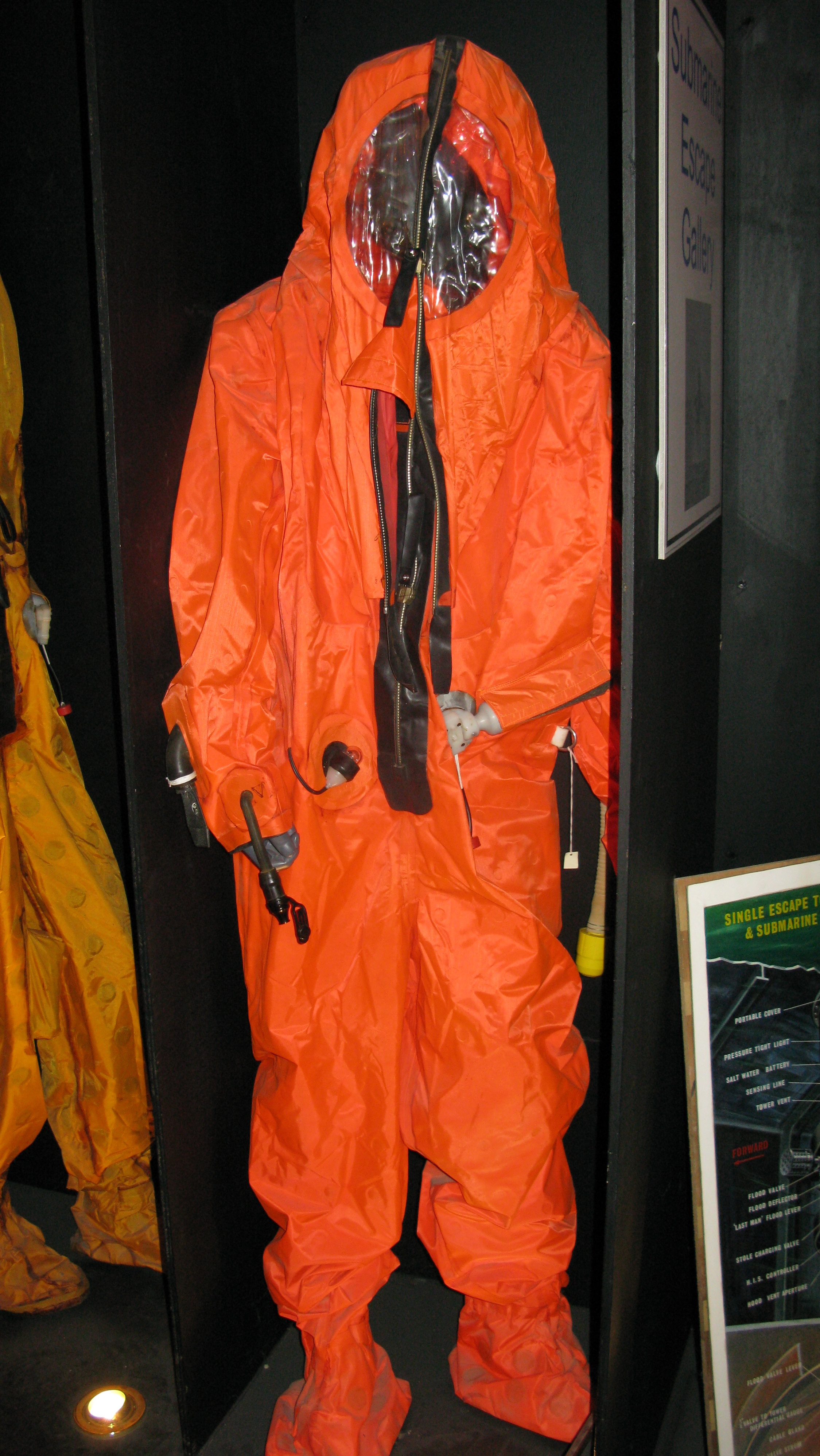
Moderner Tauchretter (ausgestellt im Royal Navy Submarine Museum)

Ist ein getauchtes U-Boot manövrierunfähig oder hat sich ein großer Wassereinbruch ereignet, so kann sich die Besatzung mit einem Tauchretter an die Wasseroberfläche retten, wenn andere  Rettungsmittel nicht verfügbar sind oder versagen. Durch eine Schleuse oder nach dem Herstellen des Druckausgleiches mit dem umgebenden Wasser und dem Fluten des Druckkörpers verlässt die Besatzung das U-Boot. Durch das Aufblasen des Tauchretters treibt der Träger dann an die Wasseroberfläche. Meist geschieht das Aufblasen durch eine kleine Druckluftpatrone. Die Atemluft wird für eine Zeit von etwa 15 bis 45 Minuten von einer Kalkpatrone chemisch erzeugt. Der Notaufstieg mit einem Tauchretter entspricht einem unkontrollierten Notaufstieg beim Gerätetauchen. Deshalb bestehen grundsätzlich auch die gleichen tauchmedizinischen Risiken. Da eine U-Boot-Besatzung – anders als Taucher – zuvor meist keinen Stickstoff im Körper angereichert hat, ist die Gefahr für die Dekompressionskrankheit sehr viel geringer.

## Notaufstieg eines ganzen U-Boots
Kann ein U-Boot nicht mehr tariert werden oder ist für das Ausblasen der Tauchzellen keine Energie mehr vorhanden, so kann bei vielen U-Booten ein Notaufstieg durchgeführt werden. Durch chemische Gaserzeuger wird das für das Notausblasen der Tauchzellen notwendige Gas erzeugt.